# Hanover College

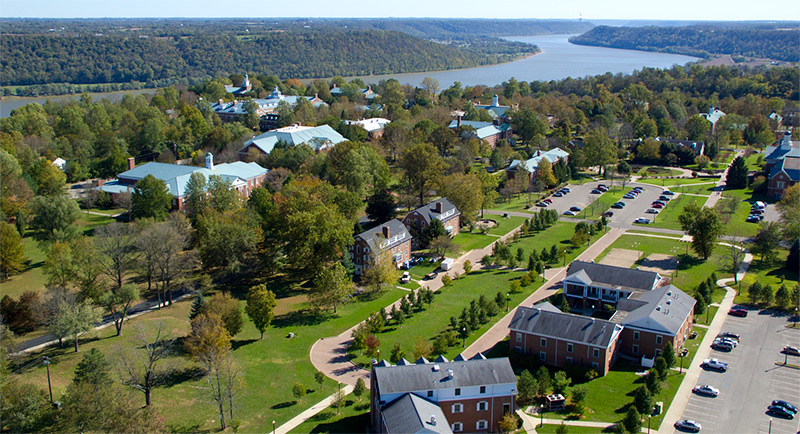
Campus des Hanover College am Ohio River

Das Hanover College ist eine Privathochschule in Hanover im US-Bundesstaat Indiana. Die Gründung erfolgte 1827 durch die presbyterianische Kirche.